# Maison de Mailly
La maison de Mailly est une famille subsistante de la noblesse française d'extraction chevaleresque (1050), originaire de Picardie.

## Histoire
La maison de Mailly tire son nom d'un bourg situé en Picardie, non loin d'Amiens, bourg dont elle possédait la seigneurie : Mailly-Maillet.
Elle s'est subdivisée à la fin du XVe siècle en deux principales branches :
- L'aînée, des seigneurs de Mailly-Maillet, se subdivisa à son tour au XVIIe siècle, en deux rameaux, l'aîné des seigneurs de Mailly-Maillet, éteint en 1774 dans la Maison de France d'Hézecques[2], le puîné des seigneurs de Nesle, Rubempré et Montcavrel, éteint en 1810 dans la Maison d'Arenberg, puis dans la Maison royale de Bavière.
- La branche cadette des seigneurs d'Haucourt , devenue l'aînée en 1810, compta au XVIIIe siècle pour représentant le plus notable, Augustin Joseph de Mailly, comte de Mailly, marquis d'Haucourt, maréchal de France en 1783, dont le fils aîné, Louis Marie, duc de Mailly, député aux États généraux de 1789, mourut sans postérité en 1792, et dont le fils cadet, Adrien de Mailly, Pair de France sous la Restauration, est l'auteur des représentants actuels de la famille.

La Maison de Mailly a été admise 11 fois aux honneurs de la Cour, de 1729 à 1786.
La branche aînée, éteinte  à la fin du XVIIIe siècle, a revendiqué le titre de prince d'Orange comme issue de la maison de Chalon-Arlay par Jeanne de Monchy, épouse en 1649 de Louis-Charles de Mailly (1678-1708), marquis de Nesle.
En 1706, Jeanne de Monchy, représentant Jean de Chalon, comte de Joigny et veuve de Louis Charles de Mailly, marquis de Nesle, obtint, en vertu d'un arrêt du conseil d'état privé du roi Louis XIV, l'autorisation de se qualifier princesse d'Orange. Le 17 juillet 1709, elle renonça à ses droits en faveur de son petit-fils Louis III de Mailly-Nesle, fils de Louis II de Mailly et de Marie de Coligny. Ce dernier n'eut que des filles, cependant, la branche cadette de la famille de Mailly, séparée depuis le début du XVIe siècle de la branche aînée et non issue de Jeanne de Monchy, prit ensuite le titre de courtoisie de « prince d'Orange » avec Adrien de Mailly (1792-1878) et son fils Ferry-Alexandre de Mailly d'Haucourt (1821-1872),.

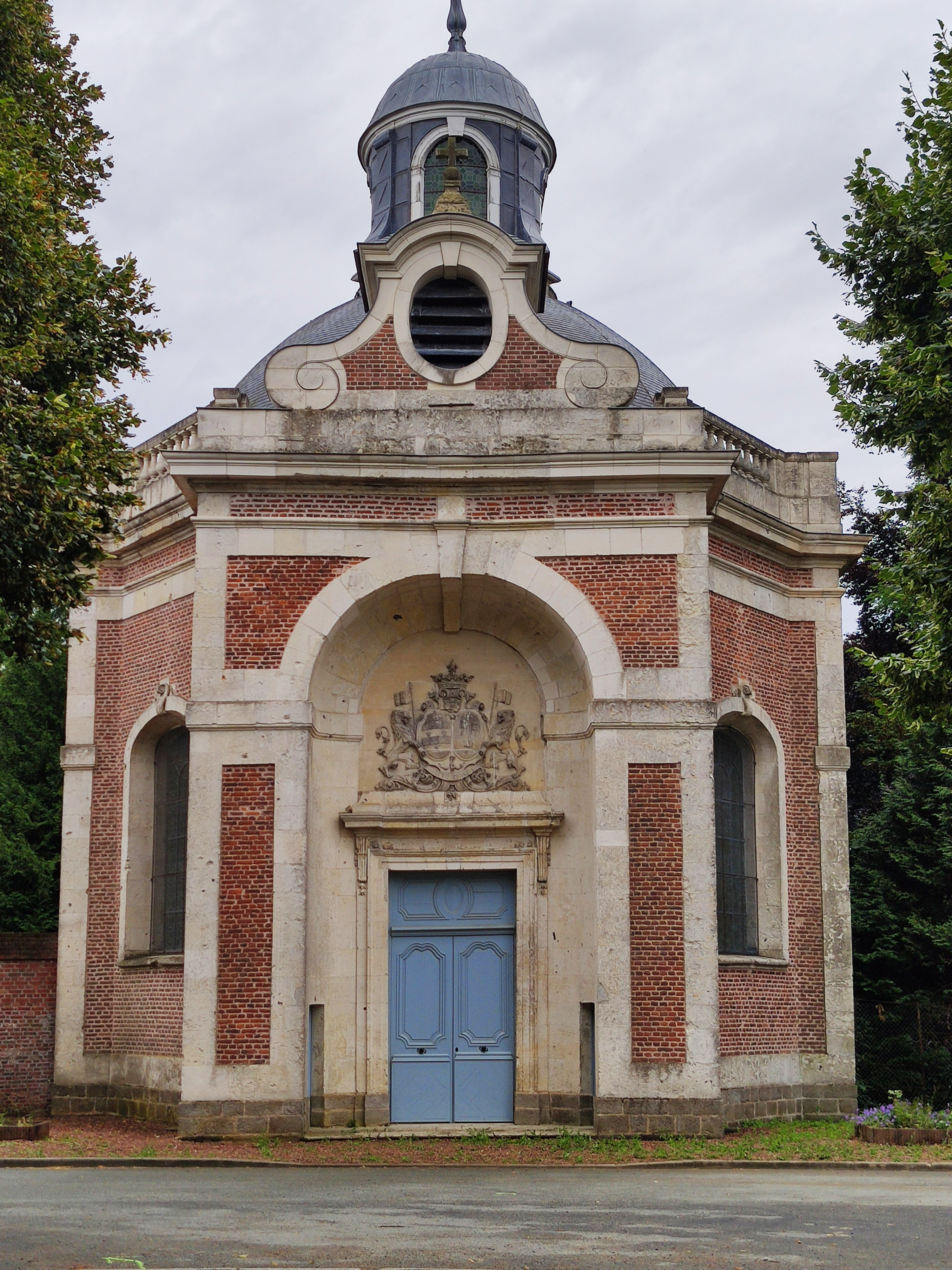
La chapelle Madame de Mailly-Maillet, chapelle sépulcrale des Mailly.

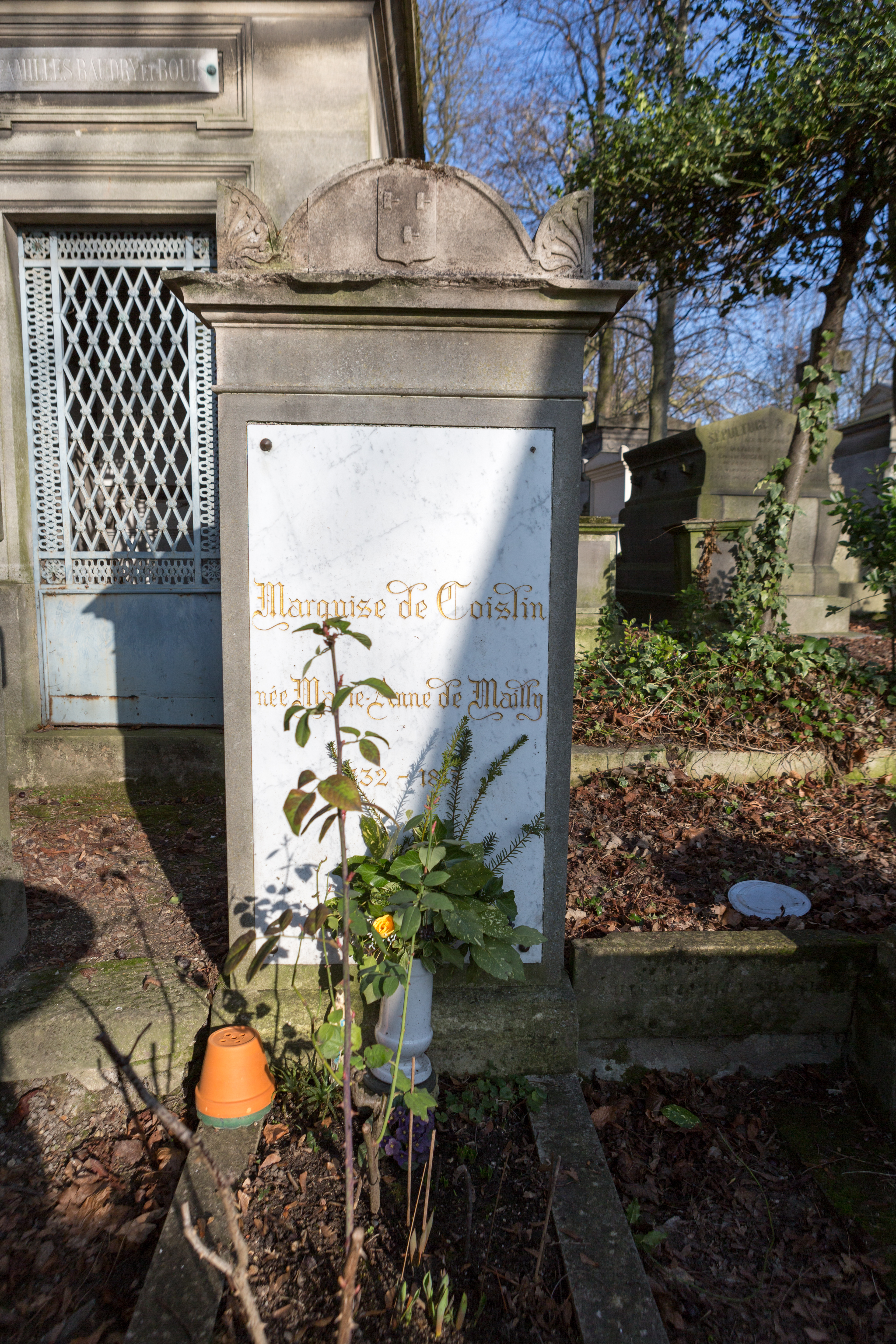
Sépulture de Marie Anne de Coislin décorée aux armes de la maison de Mailly.

## Personnalités

### Branches de Mailly, Nesle et Rubempré, éteintes en 1810
- Jean de Mailly (dominicain), religieux dominicain de Metz vers 1220, chroniqueur.
- Jean de Mailly, seigneur d'Authieule (Somme), combat et trouve la mort à la bataille d'Azincourt en 1415[7]

- Colart de Mailly, dit "Payen", seigneur de Boullencourt) (Somme) combat et trouve la mort à la bataille d'Azincourt en 1415[7].
- Louise de Mailly, abbesse de l'abbaye aux Dames de Caen, abbesse du Lys ;
- Gédeon de Mailly, époux de Nicole de Marquette seigneur de Briauté (XVIIe siècle).
- Philippe de Mailly et ses enfants : Antoinette, Margueritte et Marie de Mailly, sieur de Briauté demeurant à Boulzicourt[8].
- Louis III de Mailly-Nesle (1689-1754), prince d'Orange et ses filles :
  - Louise Julie de Mailly-Nesle, maîtresse de Louis XV
  - Pauline Félicité de Mailly-Nesle, également maîtresse de Louis XV
  - Diane Adélaïde de Mailly-Nesle, duchesse de Lauraguais
  - Marie-Anne de Mailly-Nesle, marquise de La Tournelle
- Victor-Augustin de Mailly-Nesle (1649-1712), évêque de Lavaur de 1687 à 1712
- François de Mailly (1658-1721), archevêque d'Arles de 1697 à 1710, archevêque-duc de Reims de 1710 à 1721, pair de France, cardinal en 1719, frère du précédent ;
- Louis de Mailly (1663-1699), maréchal général des camps et armées de Louis XV, frère des précédents ;
- Louis de Mailly Rubempré, marquis de Nesle (1696-1767), fils du précédent ;
- Marie Anne de Mailly-Rubempré (1732-1817), fille du précédent, marquise de Coislin, maîtresse du roi Louis XV de France, du Roi Gustave III de Suède et du tsar Pierre III de Russie, amie et confidente de Chateaubriand.

### Branche d'Haucourt, devenue en 1810 de Mailly Nesle
- Augustin-Joseph de Mailly, seigneur d'Haucourt, (1708-1794), maréchal de France.
- Marie-Jeanne-Constance de Mailly d'Haucourt (1734-1783), marquise de Voyer d’Argenson, femme du monde et épistolière, fille du précédent ;
- Louis-Marie de Mailly (1744-1810), maréchal de camp, député de la noblesse aux États généraux de 1789, frère de la précédente ;
- Adrien de Mailly (1791-1878), officier, aide de camp du duc de Berry, Pair de France, frère du précédent ;
- Solange de Mailly Nesle, astrologue française, descendante du précédent.

## Alliances
Les principales alliances de la maison de Mailly sont : Colbert de Torcy, de Lonlay de Villepail, de Monchy, du Pouget de Nadaillac, Frerejean de Chavagneux (…).

## Possessions
- Mailly-Maillet
- Nesle
- Montcavrel
- Haucourt
- Mailly Raineval
- La Roche Mailly

## Liste des seigneurs de Mailly-Maillet
Les principaux extraits proviennent de l'ouvrage Mailly et ses seigneurs, publié en 1876 par l'Abbé Gosselin. Lire en ligne.

### Principales branches
La Maison de Mailly s'est subdivisée en plusieurs branches, dont Nous n'avons à nous occuper ici que de la première, qui a illustré le bourg de Mailly-Maillet. Dès le commencement du XIe siècle, nous trouvons des seigneurs du nom de Mailly.

#### Humbert de Mailly
Défendit Dijon contre le roi Robert, en 1003.

#### Wederic de Mailly
Fut présent à la donation faite par le roi de France Henri Ier à l'abbaye d'Hasnon en 1058, et la signa avec plusieurs autres seigneurs.

#### Anselme de Dijon
En 1070, Richilde, veuve de Baudouin de Mons, voulant retrouver la tutelle de ses deux fils, Arnould et Baudouin, que son mari avait déléguée à Robert le Frison, leur oncle, appela pour soutenir ses droits, les seigneurs Dreux de Boves et Anselme de Mailly, fils de Wederic, et lieutenant de Richilde,. Anselme de Mailly fut tué lors du siège de Lille que Robert avait entrepris.
Anselme eut pour enfants :
- Vautier, qui suit ;
- Arnoul, mort en 1100[11] ;
- Renaut qui épousa Batilde de Roie[10].

En 1170, Thibault de Mailly fut le premier poète picard : L'Estoire li Romans. Il composa cet ouvrage à son retour de Jérusalem.
En 1198, Matthieu de Mailly aida puissamment le roi Philippe Auguste dans sa guerre contre Richard Cœur de Lion, roi d'Angleterre. Il fit prisonnier Robert IV de Beaumont, comte de Leicester, mais fut pris lui-même en 1198, près de Gisors, en défendant le roi Philippe Auguste tombé dans une embuscade. Pris y fut Mathieu de Mailly. Et maints autres de hauts parages. dit le poète Guyart.

#### Wautier
Sire de Mailly, chevalier (miles) abandonna plusieurs parties de dîmes pour aider au rétablissement de l'église de Corbie qui avait été brûlée en 1123. Il mourut en 1181, laissant trois enfants, savoir :
- Nicolas, qui suit ;
- Luce, mariée à Nicolas Perrin ;
- Elisabeth[10].

#### Nicolas
Sire de Mailly et de Senlis. En 1204, Nicolas, petit-fils d'Anselme, assiste à la bataille d'Adramyttion (l'actuelle Edremit dans le golfe du même nom dans l'ouest de la Turquie) lors de la quatrième croisade (1201-1204). Il était chargé de la conduite de la flotte avec Thierry de Flandre, un fils illégitime de Philippe, comte de Flandre et Jean de Nesle, châtelain de Bruges. Après la défaite de l'empereur de Constantinople, Baudouin VI de Hainaut, qui fut pris le 24 avril 1205 à la bataille d'Andrinople, Nicolas de Mailly fut député par Henri Ier de Constantinople, régent de l'empire et par les autres croisés pour aller demander du secours au pape Innocent III, au roi de France Philippe Auguste, au comté de Flandre et à la Germanie. Il fut l'un des trois barons qu'Henri Ier de Constantinople, devenu empereur après son frère Baudouin VI, envoya vers les tuteurs de Demetrios de Montferrat, fils de Boniface de Montferrat, roi de Thessalonique, pour le faire rentrer dans son devoir.
Nicolas, épousa Amélie de Beaumont, dont il eut pour enfant :
- Gilles Ier, qui suit
- Guillaume,
- Pierre,
- Matthieu,
- Bavoin,
- Nicolas,
- Milon qui épousa Erinburge,
- Wautier qui épousa Iduberge de Bailleul,
- Nicole ou Nicolette qui épousa Hermand de Créqui, puis Jean de Nauvion[10].

Au même moment, un autre Nicolas de Mailly, probablement le fils du précédent, devient chevalier et maréchal de l'ordre de Saint-Jean de Jérusalem, prieur d'Auvergne, qui décéda au siège de Damiette[réf. nécessaire].
En 1242, Bouchard de Mailly se distingua à la bataille de Taillebourg.

#### GillesIer
Gilles Ier, seigneur de Mailly, d'Auteville, de Nedon, d'Auvilliers, d'Acheu, de Vavans, de Colincamp, de Ploich, d'Andinser et de Meiseroles, se distingua lors de la septième croisade (1245-1248), où il se rendit accompagné de neuf chevaliers faisant partie de ses vassaux.
Il épousa Avicie de Heilli (ou Heilly), fille de Gautier III d'Heilly, dont il eut pour enfants :
- Gilles II, qui suit
- Eustache,
- Jacques, chevalier de l'ordre de Saint-Jean de Jérusalem, y déploya tant de courage que les infidèles l'avaient surnommé le Saint Georges des Chrétiens[réf. nécessaire].
- Hugues,
- Nicolas,
- Sohier,
- Elisabeth,
- Elise,
- Pavie
- Mathilde[10].

Avicie de Heilly, est nommée dans une charte de Gautier III de Heilly, son père, de l'an 1219. touchant les autels, patronages, prébendes & décimes des églises de Souilloy, d'Heilly, de Robemont, de Villers, Bretonneaux & Ploich, & dans des chartes d'Artois, qui sont à Lille aux feuillets 215. v°. & 216. ès années 1239. & 1243. où il est fait mention de Gilles de Mailly son mari.
Il est mort en juillet 1255.

#### Gilles II
En 1270, Gilles II, fils de Gilles Ier, avoué de Béthune, avec quinze chevaliers faisant partie de ses vassaux, accompagna Saint Louis, à Tunis dans la huitième croisade. Aveuglé par sa haute puissance et vexé par les entreprises de Philippe le Bel, il s'était aussi ligué avec d'autres seigneurs pour combattre contre son souverain. Il succomba lui et ses complices, son château fut rasé ou plutôt ses portes brulées sans pouvoir les fermer que d'épines, suivant un arrêté du parlement en 1289.
Gilles II a épousé Jeanne d'Amiens, dont il eut pour enfants :
- Jean, qui suit
- Gilles, seigneur d'Authuille, branche séparée de l'ainée en 1290, éteinte en 1495,
- Jean, seigneur de Nédon, séparée de l'ainée en 1290, éteinte en 1300,
- Antoine, seigneur de Lorsignol, qui épousa Jeanne d'Antoing ou Anthoing, cette branche fut séparée de l'ainée en 1295 et finit en 1528.

### JeanIerdit Maillet
À la suite de Jean dit Maillet, à partir de 1345, la branche aînée de Mailly prit le nom de Mailly dit Maillet.
Il épousa Jeanne de Coucy (ou Couci), fille d'Enguerrand III dont il eut pour enfants :
- Gilles III, qui suit
- Jean, seigneur d'Auvillers, qui épousa Louise de Craon, dame de Catheu, il fit la branche d'Auvillers, séparée de l'ainée, en 1320, éteinte en 1629,
- Colart qui fut marié à Aliénor d'Argies[10].

### Gilles III
Baron de Mailly et seigneur d'Acheu.
Il épousa Péronne de Raineval, dont il eut pour enfants :
- Gilles IV, qui suit
- Guillaume
- Jean[10].

### Gilles IV
Gilles IV, baron de Mailly et seigneur d'Acheu, épousa Marguerite de Friencourt, dont il eut pour enfants :
- Gilles V, qui suit
- Jean qui épousa vers 1350, Marguerite de Fienne,
- Guillaume,
- Nicolas,
- Hardouin,
- Ade qui fut mariée avec Aubert de Hangest, puis Jean de Nesle, seigneur d'Offemont, puis Guiy de Laval, seigneur d'Attichi[10].

### Gilles V
Gilles V dit Gillon, baron de Mailly, épousa, vers 1340, Jeanne de Moreuil-Soissons, dont il eut pour enfant :
- Gilles VI, qui suit[10].

### Gilles VI
En 1364, Gilles VI, chevalier, seigneur de Mailly, se fit remarquer dans la guerre de Flandre[réf. nécessaire] et passa ensuite au service du Duc de Bourgogne, Philippe II le Hardi.
Il épousa Jeanne de Donquerre, puis Marie de Couci (ou Coucy), dame de Droisi, dont il eut pour enfant :
- Colart, qui suit[10].

### Colart
En 1410, Colart dit le Payen, chevalier, seigneur de Mailly, cité par Froissart pour sa valeur et ses exploits, bailli de Vermandois.
Toujours en 1410, à la suite de la folie du roi Charles VI, il fut choisi pour faire partie du conseil de régence du royaume.
En 1415, Colart périt à la bataille d'Azincourt ainsi qu'un ou deux de ses fils, dont l'un était aussi nommé Colart le Jeune et peut-être un autre nommé soit Jean, soit Louis.
Il eut pour femme Isabelle de Conty, fille de Peronne Malet.
Colart avait épousé Marie de Mailly, dame de Lorsignol et de Bours, fille de Gilles de Mailly, seigneur de Lorsignol, et de Jeanne de Billy. Elle mourut en 1456. Il en eut pour enfants :
- Jean II, qui suit,
- Huc ou Luc, gouverneur de Montdidier, qui épousa Marie d'Athies,
- Jean : en 1421 Jean, fils de Colart, est tué à la journée de Vimeux[10].
- Colart fait chevalier à la bataille d'Azincourt où il mourut avec son père[10].

### Jean II
En 1424, Jean II dit l'Étendard, baron de Mailly, est un des principaux seigneurs ayant abandonné le parti du duc Philippe III de Bourgogne pour celui du roi de France, Charles VII. Il mourut vers 1470.
Il épouse vers 1426 Catherine de Mametz, dame de Ravensberghe, (dans la châtellenie de Bourbourg) fille et héritière de Pierre, dit Maillet, seigneur de Mametz, et de Jeanne, dame de Cayeux, de Bours. Il en eut pour enfants :
- Jean III, qui suit
- Hutin, seigneur d'Auchi qui épousa Péronne de Pisseleu, la tige de la branche d'Auchi, finie en 1555,
- Marie, dame de Turpigni,
- Antoinette, qui épousa Philippe de Noyelle, vicomte de Langle,
- Isabelle, mariée à Jean de Neuville[10].

### Jean, évêque de Noyon
De 1425 à 1472 : Jean de Mailly est évêque de Noyon. Après le décès de l'évêque Raoul de Coucy, le chapitre de la cathédrale fut dans le grand embarras et demanda au pape Martin V d'arbitrer entre les candidats du duc de Bedford et du duc de Bourgogne. C'est Jean de Mailly qui fut sélectionné et qui devint évêque. Il rendit hommage au roi Henri VI d'Angleterre à Paris le 17 septembre 1428 en tant que pair de France et évêque-comte de Noyon. Il fut nommé garde des sceaux (ou président de la chambre des comptes de Paris, selon d'autres) d'Henri VI. Il participa au procès de Jeanne d'Arc. Plusieurs sources disent qu'au moment de l'exécution de Jeanne d'Arc, "il descendit de l'échafaud, ne pouvant endurer un si lamentable spectacle". Il assista au sacre d'Henri VI en la cathédrale Notre-Dame de Paris. Il rejoignit le roi de France lorsque celui-ci eut reconquis son royaume, lui rendit hommage à Tours. En 1443, il reçut processionnellement le roi de France. Il participa au procès en révision de Jeanne d'Arc où il déposa le 14 janvier 1456, il avait alors 60 ans. Il meurt le 14 février 1472 et est inhumé dans la cathédrale.

### Jean III
Baron de Mailly, comte d'Ogimont, seigneur de Bours, …, marcha sur les traces de ses nobles aïeux. Il fut fait chevalier de l'Ordre du roi Charles VIII et devint son chambellan, fonction qu'il conserva sous Louis XII.
Jean se faisait remarquer autant par ses qualités privées que dans ses relations avec les souverains. Il était le Bienfaiteur des pauvres. La construction de l'église de Mailly et la fondation du couvent des Cordeliers dans ce bourg, et d'autre à Bouttencourt près de Blangy-sur-Brelses, sont autant de preuves de la pieuse générosité de Jean et de sa femme. Il meurt le 22 février 1505 et est inhumé dans l'église des cordeliers de Mailly.
Il avait épousé par contrat du 5 octobre 1479, Isabeau d'Ailly, fille de Jean d'Ailly, baron de Picquigny, vidame d'Amiens, et de Yolande, fille naturelle du duc de Bourgogne.
On lit dans les pièces justificatives de l'histoire de la Maison de Mailly, que Charles VIII fit présent de 10 000 écus d'or à Isabeau, lors de son mariage. Il y eut de ce mariage :
- Antoine, qui suit ;
- Jacques, marié à Marie de Wignacourt ;
- Adrien, marié en 1503 avec Françoise de Bailleul, qui lui apporte la seigneurie d'Haucourt. il est l'auteur des seigneurs de la branche d'Haucourt ;
- Antoinette, femme de Foulques de Fautereau, seigneur de Villers-sous-Foucarmont.

Jean III fut enterré dans l'église des cordeliers. On grava cette épitaphe sur son tombeau :
« Ci gist Jean de Mailli, chef du nom et des armes dudit Mailli, chambellan des rois Louis XII et Charles VIII, baron dudit Mailli, comte d'Eux, seigneur de Roch, de Cayeu, Boullencourt-en-Séry, de Elincourt-sur-Mer, Cointoille, Bours, Ravensbergue, Rossignol, Martinsart, Beaufort-en-Santerre, lequel trépassa le 22 mai 1505. »
Isabeau était, nous dit l'auteur de ces précieux détails, douée des vertus qui font la bonne dame et l'excellente chrétienne. Elle en donna des preuves au milieu de l'éclat des grandeurs et des richesses dont elle était environnée. Elle était la consolation des pauvres et leur servait de mère en faisant tous ses efforts pour soulager leurs infirmités et leur misère. C'est aussi, paraît-il, vers 1495, qu'Isabeau résolut de dépenser une somme considérable pour décorer, comme on le voit encore aujourd'hui, le portail de l'église.

### Antoine
Antoine recueillit la succession de son père en l'année 1505, avec le titre de chevalier et baron de Mailly, … Il fut conseiller du roi de François Ier, et chevalier de son Ordre. Il épousa le 15 juillet 1508, Jacqueline d'Astarac, fille de Jean, comte d'Astarac et de Jeanne de Chambles. Le roi signa son contrat de mariage et la reine Anne de Bretagne en fit une de ses dames d'honneur. De plus, elle lui fit présent de 5 000 écus payables en quatre années. Dans sa lettre, la reine qualifie de « sa chère et bien-aimée cousine », et à la mort de son mari, en 1531, François Ier lui fit remise de tous les droits qui pouvaient lui être dus pour les terres situées dans la prévôté de Péronne. De ce mariage vinrent :
- René, qui suit ;
- Nicolas, seigneur de Bouillancourt que l'on qualifie maître de l'artillerie de France, qu'il commandait à la bataille de Cérisolles, mort en 1558 ;
- François, abbé de Toussaint ;
- Adrien, dernier abbé de l'abbaye de Saint-Just, mort en 1582 ;
- Françoise, mariée :
  - le 2 mars 1532, à Jean du Bellay, baron de la Flotte ;
  - puis, à Louis de Neuville, 1er baron de Lamarche.
- Antoine eut encore trois enfants naturels :
- Claude ;
- Hutin, tué au siège de Pavie en 1524 ;
- Isabeau, bâtarde de Mailly.

Tous sont mentionnés dans le testament de leur père, daté du 11 janvier 1514.

### RenéIer
Arriva par droit de naissance à succéder à son père comme baron de Mailly, … Gentilhomme ordinaire de la Maison du roi, chevalier de son Ordre, capitaine de 50 hommes d'armes de ses ordonnances et gouverneur de Montreuil, il se jeta, en 1537, dans la ville d'Hesdin avec 1000 hommes d'infanterie, pour la défendre pendant le siège. Il signala sa valeur à la défense de la ville de Metz assiégée par Charles-Quint, en 1552 et aux batailles de Cérisolles, 1544, de Dreux, 1562, de St Denis, 1567, et à celle de Moncontour donnée le 3 octobre 1569, où il fut blessé au côté d'Henri III, alors duc d'Anjou. Le roi François Ier, qui l'estimait beaucoup, lui fit la remise des droits seigneuriaux sur la terre de Mailly, par lettre du 28 septembre 1535, dans laquelle il le qualifie de « son cousin », parce que, dit ce prince, il appartient de près et par lignage à la reine Claude, son épouse, fille du roi Louis XII. Charles IX lui accorda au bois de Vincennes, le 1er août 1562, le privilège de pouvoir tel de ses parents qu'il voudrait, de l'abbaye de Longvillers en Bourbonnais.

René avait épousé, par contrat du 3 décembre 1527, Françoise de Hangest, fille d'Antoine, seigneur de Remaugies et de Péronne Lecaulier, fille de Jean, seigneur d'Agny près d'Arras, ambassadeur auprès du roi. Il en eut :
- Jean, baron de Mailly, tué au siège d'Hesdin en 1552, sans laisser de postérité ;
- Gilles, seigneur de Bouillencourt, Beaussart, …, chevalier de l'Ordre du roi, capitaine de 50 hommes de ses ordonnances, vice-amiral de France et gouverneur de Montreuil. Il épousa Marie de Blanchefort, dame de Mareuil près d'Abbeville. Il eut un fils, René, baron de Mailly, mort sans alliance en 1592, après avoir fait beaucoup de bien au couvent des Sœurs Grises de Doullens.

- Thibaut, qui suit ;
- François, mort jeune ;
- René, abbé de Longvillers et de Toussaint, prieur d'Avenescourt ;
- Gabrielle, morte sans alliance ;
- Renée, abbesse de St Jean au Bois, près de Compiègne ;
- Françoise, femme d'Antoine d'Alègre, Baron de Meilhaud ;
- Marguerite, alliée à Jacques d'Ostrel, baron de Val en Artois, gouverneur de Lillers et de St Venant.

Dans une peinture intéressante de l'antique château de ses ancêtres, M. le comte de Mailly a fait représenter René de Mailly et son fils livrant au gouverneur d'Hesdin, également accompagné de son fils, un combat singulier, où le vainqueur devait fixer les bornes de la France, du côté de l'Artois.

### Thibaut de Mailly

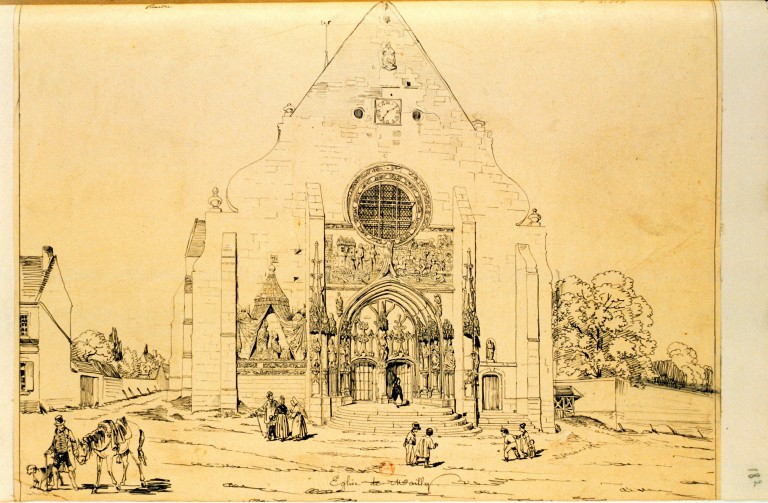
Église de Mailly-Maillet et son grand bas-relief

Seigneur de Remaugies, puis baron de Mailly, par suite du décès de son neveu René, était capitaine d'armes des Ordonnances du roi, seigneur de Colincamp, Beaucourt, …, chevalier de l'Ordre du roi. Il fut l'un des seigneurs qui signèrent à Péronne, le traité de la ligue le 13 février 1577. Thibaut épousa, en premières noces, par contrat du 26 juin 1575, Françoise de Belloy, fille de Florent et d'Anne de Ligny, morte le 7 avril 1592. Il augmenta les possessions déjà considérables de sa Maison par son second mariage avec Françoise de Soyencourt, veuve de Pontus, seigneur de Belleforière, gouverneur de Corbie. Le contrat fut signé au château de Tilloy, le 2 décembre 1593.

Les enfants que Thibaut eut de sa première femme furent :
- Marie, femme de Geoffroy de Rambures, seigneur de Ligny ;
- René, qui suit ;
- Charles, abbé de Longvillers, prieur d'Avenescourt ;
- Jacques-Antoine, de la branche des seigneurs de Montreuil et de Fresnoy.Geoffroy de Rambures, seig' de Ligny-sur-Canche, allié à Marie de Mailly, fut tué en février 1608 par Jacques de Mailly, sgr de Mareuil, son beau-frère, dans la maison et en présence de Thibaut, Bon de Mailly, son beau-père.

Du second lit sortit :
- Louise, mariée à Philippe Guillart, marquis d'Arcy, gentilhomme ordinaire à la Chambre du roi.

### René III
Baron de Mailly, seigneur de Remaugies, Colincamp, Beaumont, Englebelmer, Franc-Mailly, … est qualifié capitaine de 50 hommes d'armes du roi, dans un dénombrement du 16 août 1622. Il fonda une chapelle dans son château de Remaugies et mourut en 1643. Il avait épousé par contrat du 16 janvier 1609, Michelle de Fontaines, dont il eut :
- René, qui suit ;
- Charles Louis René, seigneur de Remaugies, mort jeune ;
- Louis Charles de Mailly qui forma la branche des marquis de Nesle. Il prit une part active aux sièges de Thionville, de Marseille, d'Ypres, de Dunkerque, et aux batailles de Rocroi, de Fribourg et de Nortlingue, où il fut dangereusement blessé. Louis XIV, qui connaissait ses talents et son habileté, l'employa dans les campagnes qu'il fit en Flandre, en Hollande et en Franche-Comté. Ce seigneur donna un nouveau lustre à la Maison de Mailly en réunissant le marquisat de Nesle à ses autres domaines et en obtenant, en 1701, des lettres portant confirmation et substitution masculine à l'infini de cette terre, en faveur des aînés de sa Maison.
- Thibault, destiné chevalier de Malte ;
- Charles, prieur d'Avenescourt ;
- Marie, religieuse à Longchamps ;
- Claude Isabelle, abbesse de Noir-Moutiers ;
- Françoise, religieuse à Roye ;
- Barbe, religieuse à Roye ;
- Claudine, mariée
  - à Jacques de Bourg, seigneur de Ste Beuve ;
  - à Louis de Bourg, seigneur de Sissonne.

### René IV
Il succéda à son père. Le roi Louis XIII érigea en sa faveur la terre de Mailly en marquisat. Il fut gouverneur de Corbie et de Montreuil-sur-Mer et s'acquit une grande réputation pendant les guerres de religion. Il se trouva au siège de La Rochelle, 1628, et au blocus de Laval, 1630.
Au mois d'octobre 1635, le cardinal de Richelieu se décida à faire quelques exemples pour arrêter les défections honteuses qui abandonnaient la patrie à ses ennemis. Il frappa, sans tenir compte de la dignité et de la qualité des coupables, pour apprendre à la France que la justice du roi était la même pour tous, lorsqu'il s'agissait de trahison. Ordre fut donné de saisir le gouverneur de Corbie, René de Mailly et Maximilien de Belle-Forière, sieur de Regnaucourt, comte de Tilloy, lieutenant-général du roi en Picardie, chargé de défendre la ville et qui s'était rendu à l'ennemi le 16 août précédent. Ce dernier fut condamné à la décapitation.
Puis il fut procédé, séance tenante, au procès du sieur de Mailly ; De Soyecourt ayant pris le commandement de la place, Mailly n'était plus responsable de la reddition, mais on pouvait lui reprocher de n'avoir pas combattu énergiquement les projets de Soyecourt ; il avait poussé la faiblesse jusqu'à signer un certificat, que ce dernier avait réclamé pour sa justification. L'information avait été faite le 20 août et le 1er septembre par le maître des requêtes Gobelin, collègue de Bellejamme ; néanmoins, le roi ne voulut point prononcer de jugement sans avoir entendu la défense de l'accusé, observer que les rois ne voyaient les criminels que pour leur faire grâce.
Le chancelier ayant insisté pour faire comparaître Mailly, il fut décidé que ce dernier serait appelé et interrogé, et que, pendant son interrogatoire, le roi se retirerait dans son cabinet ; ce qui fut fait. Amené à la citadelle sous l'escorte de Lannoy, lieutenant des gardes, et mis en présence de ses juges, Mailly reconnu ses torts, cherchant cependant à décliner sa responsabilité à la reddition de la ville qui, avouait-il, pouvait être mieux défendue et plus longtemps gardée.
Après l'interrogatoire, et Mailly reconduit à la citadelle, le roi reprit immédiatement la présidence du conseil qui condamna Mailly à s'absenter de la cour pendant trois ans, avec défense de se trouver dans aucun lieu où serait Sa Majesté, lui enleva la charge de gouverneur de Corbie, en le déclarant incapable de tenir aucune charge pendant dix ans, l'interdiction devant être maintenue, même après cette époque, à moins qu'il n'eût rendu au roi un signalé service.
La sentence contre de Soyecourt fut exécutée par contumace et en effigie, sur la grande place d'Amiens, le 29 octobre, en présence de l'intendant et des principaux officiers de la ville.
René mourut le 5 décembre 1695, âgé de 85 ans. Il avait épousé :
1° par contrat du 14 avril 1630, Marguerite de Monchy, fille de Jean de Monchy, seigneur de Montcavrel, de Varennes, de Toutencourt, …, gouverneur d'Ardres et d'Etapes et de Marguerite de Bourbon, dame de Rubempré ; 2° en 1654, Madeleine aux Epaules, dite de Laval, marquise de Nesle, veuve de Bertrand André de Monchy, et fille de René aux Epaules, dit de Laval, gouverneur de La Fére.
Il n'eut d'enfants que de sa première femme ; ce furent :
- René Jean, qui suit ;
- André Louis, marquis de Varennes ;
- Jacques, tué au siège de Maëstricht ;
- Pierre, seigneur de Toutencourt ;
- Claude, mariée à Jean de Monchy, marquis de Montcavel ;
- N… et N… mortes jeunes.

### René Jean de Mailly
Marquis de Mailly, baron de Toutencourt, seigneur de Varennes, mourut jeune laissant un fils unique, René V, né de son mariage avec Charlotte de Montebenne, 23 novembre 1660. Elle était fille de Cyprien de Montebenne, seigneur de Hérissart, Arquéves, …, maréchal des camps des armées du roi [Il mourut à Paris le 15 avril 1718, âgé de 85 ans et six mois.]

### René V
Marquis de Mailly, seigneur de Toutencourt, Varennes … colonel du régiment d'Orléanais, épousa, par dispense à cause de sa parenté, le 7 février 1687, Anne Marie Madeleine de Mailly, sa cousine issue de germain, fille de Louis Charles de Mailly, marquis de Nesle et de Jeanne de Monchy.
Il mourut à l'Abbaye-aux-Bois, à Paris, le 13 mars 1704 ; laissant :
- Victor Alexandre, qui suit ;
- Henri Louis de Mailly, capitaine au régiment de Mailly, mort sans alliance, au château de Mailly, de la petite vérole, le 10 juin 1718.

### Victor Alexandre

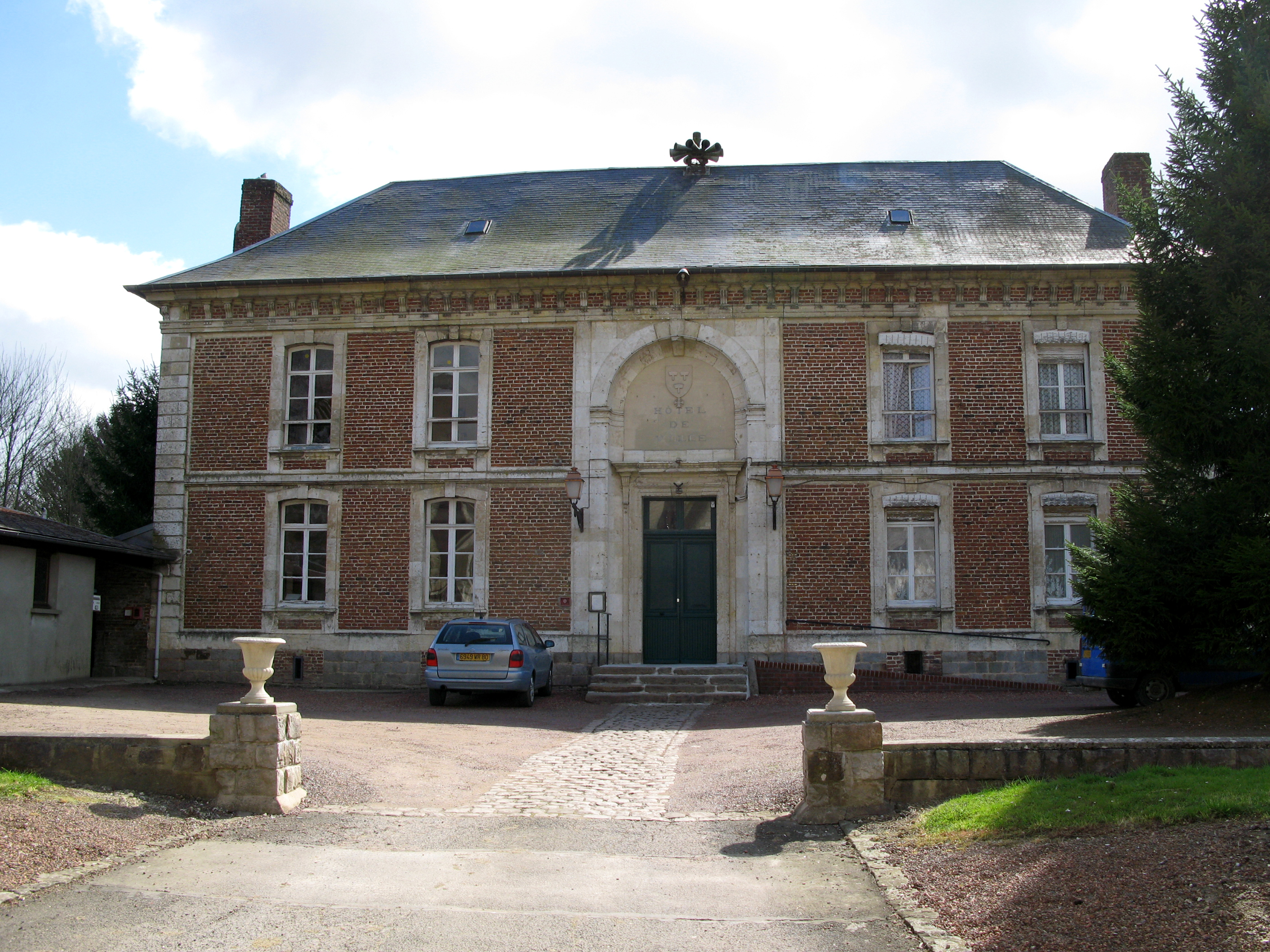
Façade de l'hôtel-de-ville de Mailly-Maillet avec le blason des seigneurs de Mailly

Marquis de Mailly, naquit le 10 décembre 1696. Après avoir été colonel d'un régiment d'infanterie de son nom en 1717 (régiment de Mailly), brigadier des armées du roi, 20 février 1754, il quitta le service au mois de mars 1735, et mourut le 22 février 1754, âgé de 58 ans.
C'est en sa faveur que l'ancienne baronnie de Mailly fut érigée en marquisat par lettres patentes du mois d'août 1732. Il avait épousé le 14 mars 1720, Victoire Delphine Françoise de Bournonville, fille puînée de feu Alexandre Albert François Barthélémi de Bournonville, prince et baron de Bournonville, maréchal des camps et armées du roi, et de Charlotte Victoire d'Albert de Luynes. Elle mourut le 2 avril 1774. De leur mariage sont issus :
- Marie Louise Françoise Victoire de Mailly, née le 17 janvier 1721 et mariée le 10 avril 1743 avec Charles Claude Antoine Joseph de France, comte d'Hézecques,
- Louis, qui suit ;
- Charles de Mailly, né le 1er janvier 1724 ;
- Louis Joseph Honoré de Mailly, né le 10 août 1727, appelé l'abbé de Mailly, mort en 1756.

### Louis de Mailly

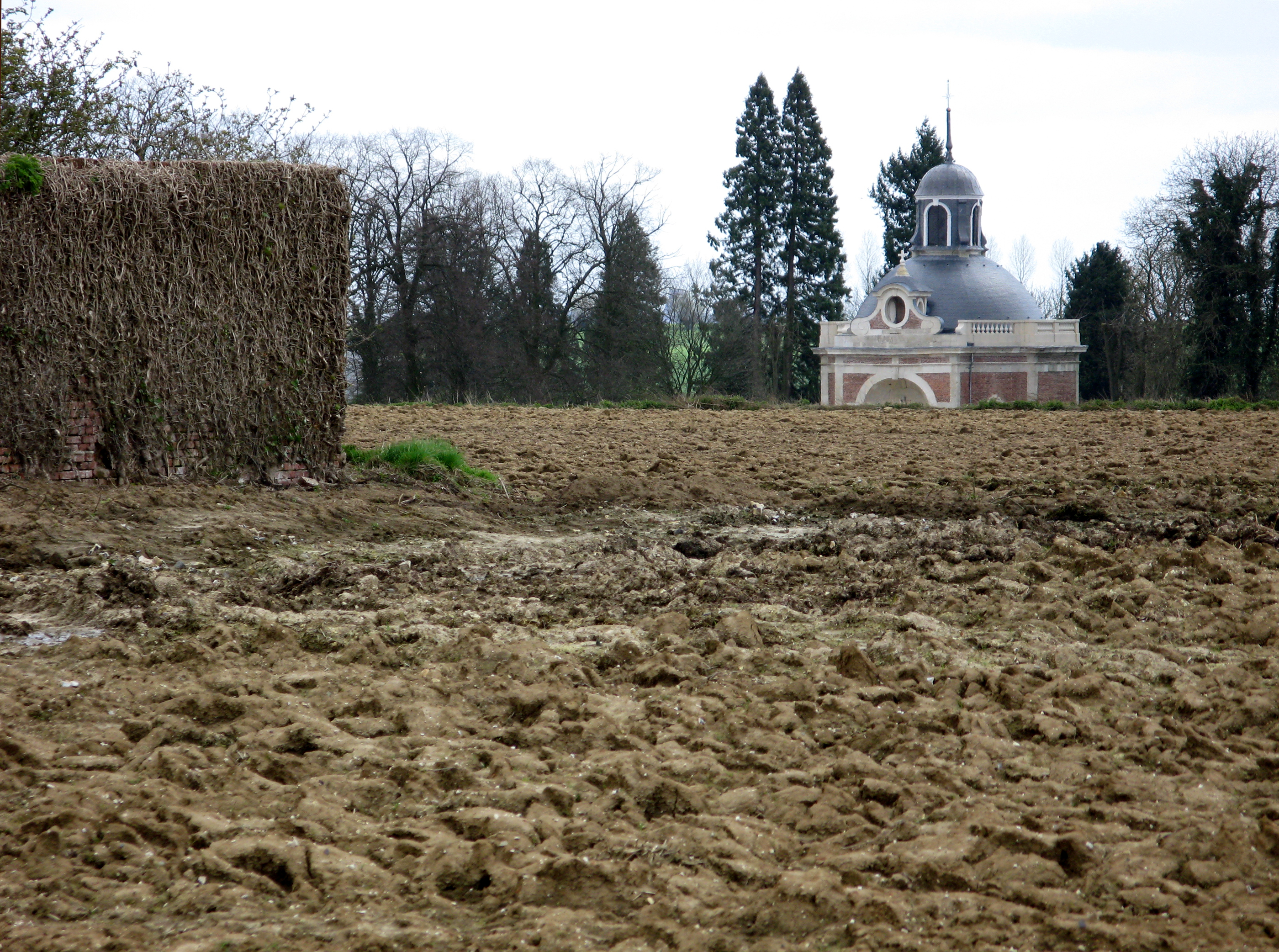
La Chapelle Madame est une chapelle funéraire du XVIIIe, érigée par le marquis de Mailly à la mémoire de son épouse. Crypte dans laquelle repose les restes de Jean III de Mailly, ascendant de l'impératrice Élisabeth de Wittelsbach.

Sire et marquis, comte de Rubempré, né le 1er avril 1723, fut enseigne au régiment de son père, 1730. Il fit la campagne de 1741 et 1742 en Westphalie, Bohême et Bavière, étant capitaine dans le régiment royal Piémont-Cavalerie. Il fut nommé, par commission du mois de mars 1743, colonel du régiment de Périgord, à la tête duquel il fait les campagnes de cette année et de 1744 en Piémont. Il assista aux sièges de Nice et de Ville-Franche, à l'attaque des Barricades et du Château-Dauohin. Il fut fait colonel d'un régiment d'infanterie de son nom en 1745, et le commanda en 1746 au siège de Mons et de ceux de St Ghislain, de Charleroi, et à la bataille de Rocoux. Blessé grièvement d'un coup de fusil à la tête, à l'attaque des retranchements du col de l'Assiette, en 1747, il fut fait brigadier des armées du roi, le 11 septembre de cette année, puis maréchal de camp, le 10 février 1749. Il mourut à Paris le 7 octobre 1774 et fut inhumé avec son épouse, dans la chapelle Madame de Mailly-Maillet. Il laissa pour lui succéder la descendance de sa sœur de France d'Hézecques.
Il avait épousé, par contrat du 20 mai 1743, Antoinette Françoise Cadot de Sébeville, née le 1er août 1725, et petite fille, du côté maternel, du fameux général Montigny. Elle lui apporta en dot 300 000 Livres, somme très considérable pour l'époque. Elle mourut à Chaillot le 28 mai 1752, à l'âge de 26 ans.
Louis-Victor eu deux enfants, morts sans postérité avant lui :
- Alexandre Louis Antoine de Mailly ;
- Bernard Honoré Louis de Mailly

### Augustin-Joseph de Mailly

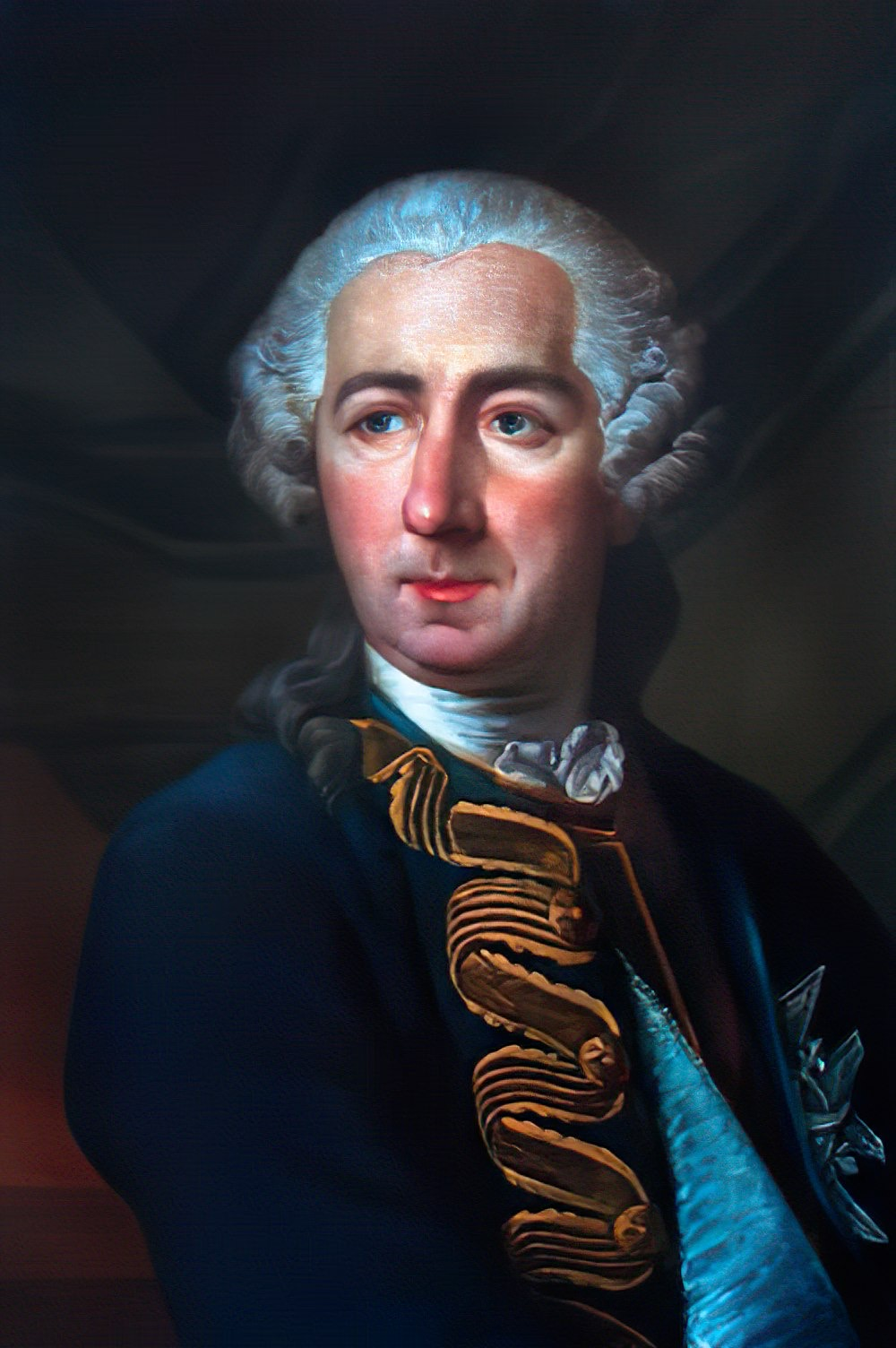
Augustin-Joseph de Mailly.

Augustin-Joseph de Mailly, né le 5 avril 1708 à Villaines-sous-Lucé (Sarthe), et guillotiné le 25 mars 1794 à Arras (Pas-de-Calais).
Augustin-Joseph de Mailly est marquis d'Haucourt et baron de Saint-Amand. Il hérite en janvier 1744 du titre de comte de Mailly à la suite de la mort de son cousin Louis de Mailly (1723-1774).
D'abord mousquetaire (1726), il sert dans la gendarmerie de 1733 jusqu'en 1764. Son avancement est rapide : brigadier le 20 février 1743, maréchal de camp le 1er mai 1745, lieutenant-général le 10 mai 1748, il est Inspecteur Général de la cavalerie et des dragons le 21 mai 1749, puis directeur-général des camps et armées.
Du fait d'une disgrâce, il est éloigné de la cour et donc très longtemps lieutenant-Général, puis commandant en chef en Roussillon, où il est l'origine de grands travaux, du renouveau de l'université et où il joue un grand rôle au sein de la franc-maçonnerie catalane. Chevalier du Saint-Esprit le 26 mai 1776, il est fait maréchal de France le 13 juin 1783 et du fait de son âge, il est gouverneur d'Abbeville, sénéchal et Grand bailli de Ponthieu pas très loin de ces terres et de son château. Mais ce Mailly, qui a participé à bien des batailles lors des guerres de Louis XV, reçoit de Louis XVI, en 1790, le commandement d'une des quatre armées décrétées par l'Assemblée nationale (14e et 15e divisions militaires).
Lorsqu'il apprend la fuite du roi, il donne sa démission le 22 juin. Lors de la journée du 10 août 1792, malgré son grand âge, il vient se placer aux côtés du monarque menacé. Rescapé du carnage qui suit la prise du palais des Tuileries et aux massacres de Septembre, il est arrêté à Moreuil, puis guillotiné en 1794 à Arras, à l'âge de 87 ans. Il s'écrie sur l'échafaud : Je meurs fidèle à mon roi, comme l'ont toujours été mes ancêtres. Marié trois fois, il a pour fils et successeur, Adrien comte de Mailly (1792-1878).

### Adrien de Mailly
Adrien de Mailly fit la campagne de Russie et fut blessé à la bataille de Kalouga. Ramené dans une de ses voitures par Napoléon Ier, il devint, sous la Restauration, pair de France et aide de camp du duc de Bordeaux. Adrien de Mailly est l'auteur des représentants actuels de la Maison de Mailly, implantée aujourd'hui dans la Sarthe, au château de La Roche-Mailly.